# Marcel Riesz
Marcel Riesz (Győr, 16 novembre 1886 – Lund, 4 settembre 1969) è stato un matematico ungherese, conosciuto per i suoi contributi sulle serie divergenti, sulla teoria del potenziale e su altre parti dell'analisi. Lavorò inoltre in teoria dei numeri, sulle equazioni alle derivate parziali e sulle algebre di Clifford. Passò gran parte della sua carriera a Lund.
Era il fratello minore del matematico Frigyes Riesz.